# Somewhere (cançó)
"Somewhere" (en algun lloc), de vegades anomenada "Somewhere (There is a Place for Us)" o simplement "There is a Place for Us" (hi ha un lloc per nosaltres), és una cançó del musical de West Side Story 1957 de Broadway que es va adaptar en forma de pel·lícula el 1961. La música està composta per Leonard Bernstein amb lletra de Stephen Sondheim i pren una frase del moviment lent del Concert de piano núm. 5 'Emperador' de Beethoven, que forma el començament de la melodia i també una frase més llarga del tema principal d'El llac dels cignes de Pyotr Txaikovski.

## La cançó a l'escenari musical
A l'escenari musical, la cançó apareix al segon acte de l'espectacle durant el ballet Somewhere. Està interpretada per una cantant soprano que no es troba en escena i posteriorment la va repren tota la companyia. A la producció original de Broadway, Reri Grist va cantar "Somewhere" que va interpretar el paper de Consuelo.
Al final de l'espectacle, quan Tony rep un tret, Maria canta les primeres línies de la cançó mentre mor als seus braços.
A finals de 1957, aquesta gravació es va publicar en l'àlbum West Side Story (Original Broadway Cast).

## La cançó a la pel·lícula de 1961
A la pel·lícula de 1961, la cançó es produeix en un punt clau, després de la sonoritat en què Tony (Richard Beymer) ha apunyalat al germà de Maria, Bernardo (George Chakiris). Sense tenir cap lloc on anar, Tony corre cap a Maria (Natalie Wood, doblada a la part cantada per Marni Nixon, sense que ho sabés ella), a qui se li acaba d'explicar la mort del seu germà i qui l'ha matat. Quan Tony arriba a la seva habitació per la finestra del balcó, Maria, en xoc, es posa contra el seu pit.
En adonar-se, malgrat la seva ira que encara estima Tony, Maria li suplica que la retingui. Després que Maria cridi: "It's not us...it's everything around us." (No som nosaltres ... és tot el que ens envolta) Tony respon: "Then I'll take you away, where nothing can get to us" (Aleshores et portaré, on res no ens pot arribar). Després comença a cantar "Somewhere". La seva veu reconfortant l'atrau i es converteix en un duet d'esperança que el seu amor sobrevisqui "d'alguna manera, algun dia, en algun lloc".
Com a l'escena, Maria canta les primeres línies de la cançó mentre Tony mor als seus braços. El 2004, aquesta versió va acabar al número 20 de la llista de l'American Film Institute 100 Years... 100 Songs (100 anys... 100 cançons) de temes més destacats del cinema americà.
"Somewhere" és l'única pista que es troba fora de seqüència de l' àlbum de banda sonora original, ja que és l'última pista del cara 2. Això es rectifica al CD ja que "Somewhere" es col·loca correctament en seqüència a la pel·lícula entre "The Rumble" i "Cool".

## Versió de P.J. Proby
El 1964, P.J. Proby va llançar la seva versió de "Somewhere", que va arribar al número 6 de la taula de singles britànica i el 7 a la taula de senzills australians. La cançó també va classificar-se bé a diversos països europeus.
| Posicions        | Posició màxima |
| ---------------- | -------------- |
| UK Singles Chart | 6              |
| ARIA Charts      | 7              |

## La versió de Supremes
El 1965, the Supremes van gravar la cançó del seu àlbum, There is a place for us, tot i que no es va publicar fins al 2004. També la van fer servir per a la seva aparició a la discoteca Copacabana, a Nova York, i es va convertir en un fixe a les seves actuacions nocturnes. També van cantar la cançó a The Ed Sullivan Show i a The Hollywood Palace. En contrast amb la melodia original, es va incorporar un monòleg dramàtic especial, que es va canviar sovint en relació amb els canvis del grup, així com la crisi del país a finals dels anys seixanta.
Després de l'assssinat de Martin Luther King, Jr., el monòleg es va canviar per reflectir el seu famós discurs "I Have a Dream". Quan the Supremes van aparèixer a The Tonight Show, Starring Johnny Carson, el dia després que King fos assassinat, la cantant Diana Ross va quedar tan superada amb l'emoció que pràcticament va trabar-se amb el discurs, però va obtenir una ovació extraordinària del públic de l'estudi. Tornaria a ser televisat nacionalment diversos mesos més tard aquell mateix any, quan el grup es va emparellar amb the Temptations per a un especial de televisió NBC, TCB.

## Versió de Barbra Streisand
El 1985, Barbra Streisand va llançar una versió de "Somewhere" com a single de The Broadway Album guanyador del premi Grammy. Als Estats Units, va quedar-se fora del Top 40 del Hot 100, assolint el punt 43, però va sortir millor a la llista Adult Contemporary, assolint el número 5. Va ser un èxit menor al Regne Unit, amb el número 88. La cançó en si mateixa va guanyar el premi Grammy al millor arranjament instrumental acompanyant veu(s). El 2011, un duet es va produir amb escenes de la versió de Streisand mentre Jackie Evancho actuava en directe amb David Foster al Ringling Museum of Art. Al seu àlbum Partners 2014, va publicar una nova gravació de la cançó, aquesta vegada com a duet amb Josh Groban.

## Versió de Phil Collins
El bateria i cantant britànic Phil Collins més tard va versionar la cançó en 1996 per a l'àlbum de versions de West Side Story The Songs of West Side Story.

### Gràfics
| Gràfic (1996)                        | Posició màxima |
| ------------------------------------ | -------------- |
| Gràfic canadenc de singles           | 68             |
| EUA Billboard Hot Adult contemporary | 7              |

## Versió de Pet Shop Boys
"Somewhere" va ser llançat com a single pel grup de música britànic Pet Shop Boys el 23 de juny de 1997 per promocionar la seva estada "Somewhere" al Savoy Theatre de Londres, que va rebre el nom de la cançó i per promoure un reembalatge de Bilingüe.
La versió de Pet Shop Boys també utilitza elements d'una altra cançó de West Side Story, "I Feel Pretty", i la versió de l'àlbum utilitza elements de "One Hand, One Heart" parlats per Chris Lowe.

### Llista de cançons
UK CD single 1 Parlophone CDRS 6470
1. "Somewhere"
2. "The View from Your Balcony"
3. "To Step Aside" (Ralphi's Old School Dub)
4. "Somewhere" (Forthright Vocal Mix)

UK CD single 2 Parlophone CDR 6470
1. "Somewhere" (Orchestral version)
2. "Disco Potential"
3. "Somewhere" (Trouser Enthusiasts Mix)
4. "Somewhere" (Forthright Dub)

Single caset del Regne Unit TCR 6470
1. "Somewhere"
2. "Somewhere" (Orchestral version)
3. "The View from Your Balcony"

### Gràfics
| Gràfic (1997)                          | Millor posició |
| -------------------------------------- | -------------- |
| ARIA Charts                            | 56             |
| Gràfic de singles alemany              | 70             |
| Hongria (Mahasz)                       | 4              |
| Gràfic de singles suec                 | 21             |
| Gràfic de singles al Regne Unit        | 9              |
| Billboard nord-americà Hot 100 singles | 25             |
| Billboard Hot Dance Club               | 19             |

## Altres versions notables
- Esther Ofarim va versionar aquesta cançó en el seu àlbum de 1965 "Is it Really Me?" i el 2006 es va reeditar "A Nova York amb Bobby Scott & His Orchestra"[7]
- Len Barry va versionar-la el 1966 i va assolir el número 26 del Billboard Hot 100.
- Aretha Franklin va versionar la cançó dues vegades. Primer el 1973 a Hey Now Hey (The Other Side of the Sky), i de nou el 1995 a la recopilació The Songs of West Side Story.
- Tom Waits va obrir el seu àlbum de 1978 Blue Valentine amb una versió d'aquesta cançó.
- Julian Lloyd Webber la va versionar en una versió instrumental que va incloure al seu àlbum de 1986 Encore! (Travels with My Cello – Volume 2), acompanyat per la Royal Philharmonic Orchestra dirigida per Nicholas Cleobury.[8]
- Rick Astley va incloure un versió al seu àlbum de 2005 Portrait.
- Ben Platt va interpretar aquesta cançó als 60 Premis Grammy de 2018 com a homenatge a Leonard Bernstein.[9]

## Metro de la ciutat de Nova York
Els cotxes del Metro de Nova York disposen d'un dispositiu que converteix l'electricitat de corrent directe de les vies en electricitat de corrent altern per als cotxes. Aquesta conversió emet tres sons intensos que són idèntics a les tres primeres notes de la cançó.